# Zbor za republiko
Zbor za repúbliko (ZR) je civilno-družbena organizacija, ki je bila ustanovljena 23. junija 2004, na njenem prvem shodu. Pobudo za ustanovitev ZR je dalo 25 prvopodpisnikov, večinoma članov Slovenske demokratske stranke.
Samoopredelitev ZR je podana v uvodnem besedilu:
»Zdi se, da je uresničen tisti slovenski nacionalni program, ki je bil predstavljen s 57-številko Nove revije (februar 1987) ter s Pisateljsko ustavo (april 1988) in je bil nato udejanjen s plebiscitom za slovensko državo (december 1990), novo ustavo (december 1991), referendumoma o evropski ter evro-atlantski integraciji Slovenije (marec 2003) ter nastopom članstva v EU (maj 2004).
Vendar so prepričljiva tudi mnenja in ocene, da je bil navedeni program v celoti uresničen samo glede na njegove inštitucionalne okvire, glede na dejanska razmerja pa le delno. Za novo fasado slovenskega doma je skrite še veliko nepospravljene prtljage iz prejšnjih časov, precej nereda v hiši in na dvorišču, veliko nepometenega prahu in pajčevine ter še kak okostnjak v tej ali oni omari. ...
....
Zbor za republiko naj ne bi bil forum posameznikov, ki bi želeli ohranjati pridobitve iz preteklosti ali pripravljati prednosti za posamezno politično opcijo, ampak odprta politična struktura za odprto družbo.«— Spletna stran Zbor za republiko / O zboru 
V javnosti je Zbor za republiko zaznan kot krovna organizacija »desno-sredinske« politične opcije, z jedrom v SDS.

## Delovanje

### Javni shod 8. februarja 2013
Odmeven je bil shod Zbora za republiko na Kongresnem trgu v Ljubljani dne 8. februarja 2013, ki je izzvenel v podporo tedanjemu predsedniku vlade Janezu Janši, kot protiutež »vstajnikom«, ki so istega dne na 3. vseslovenski vstaji zahtevali odstop vlade Janeza Janše in celotne politične elite.

## Vodstvo in članstvo ZR

### Ustanovni člani
Prvi podpisniki pobude za ustanovitev Zbora za republiko so bili:
1. Dimitrij Rupel
2. Barbara Brezigar
3. Peter Jambrek
4. Niko Grafenauer
5. Janez Janša
6. Drago Jančar
7. Tine Hribar
8. Ivan Štuhec
9. Andrej Bajuk
10. Frane Adam
11. Viktor Blažič
12. Drago Demšar
13. Tone Jerovšek
14. Dean Komel
15. Matej Makarovič
16. Andrej Rahten
17. Vasko Simoniti
18. Ljubo Sirc
19. Saša Slavec
20. Matjaž Šinkovec
21. Lovro Šturm
22. Ivo Urbančič
23. Grega Virant
24. Dane Zajc
25. Aleksander Zorn

### Predsedniki
- Peter Jambrek 2004-2008
- Gregor Virant 2008-2011
- Lovro Šturm 2011-2016
- France Cukjati 2016-2024
- Janez Remškar 2024-danes